# Политическая карта мира

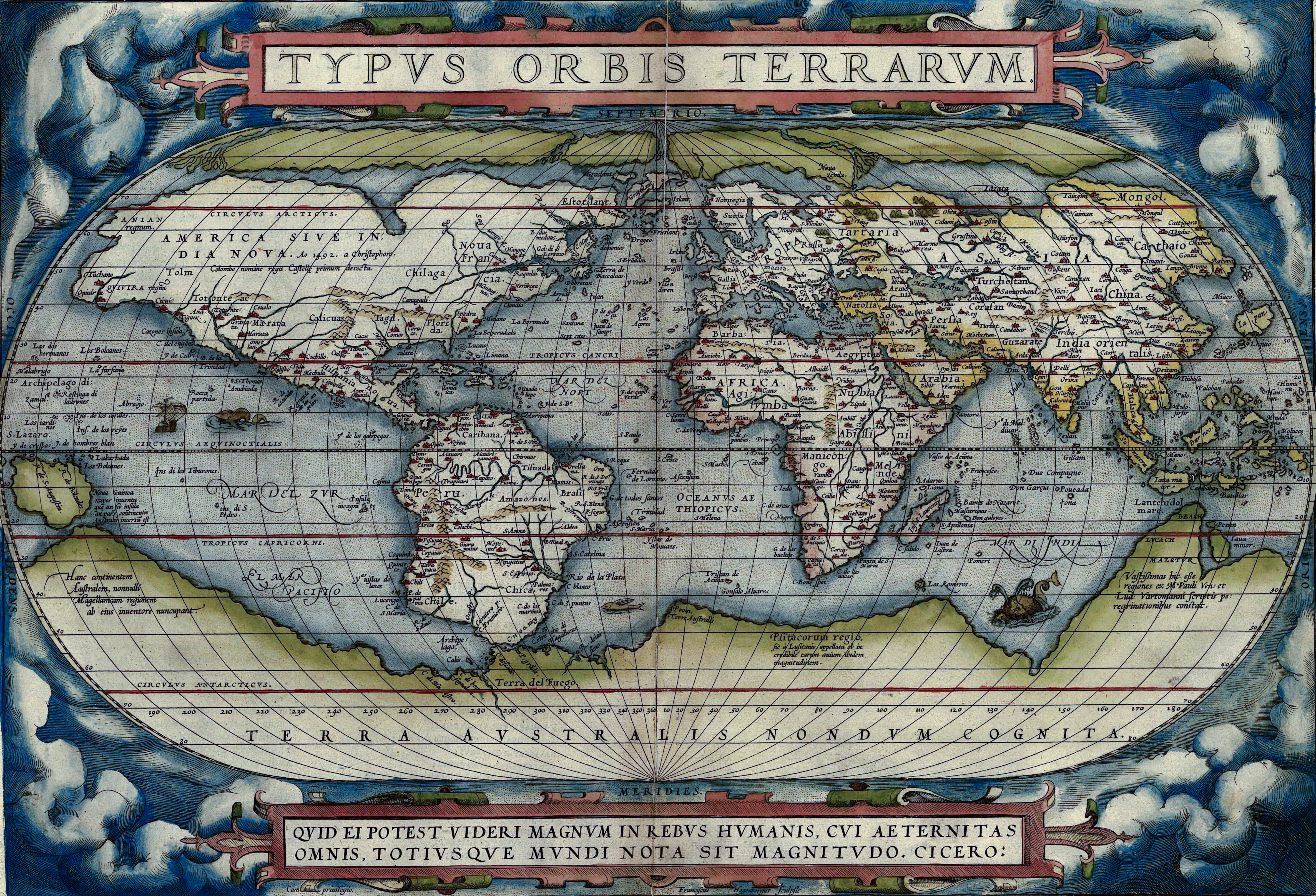
Карта мира, составленная Ортелием, 1570 год.

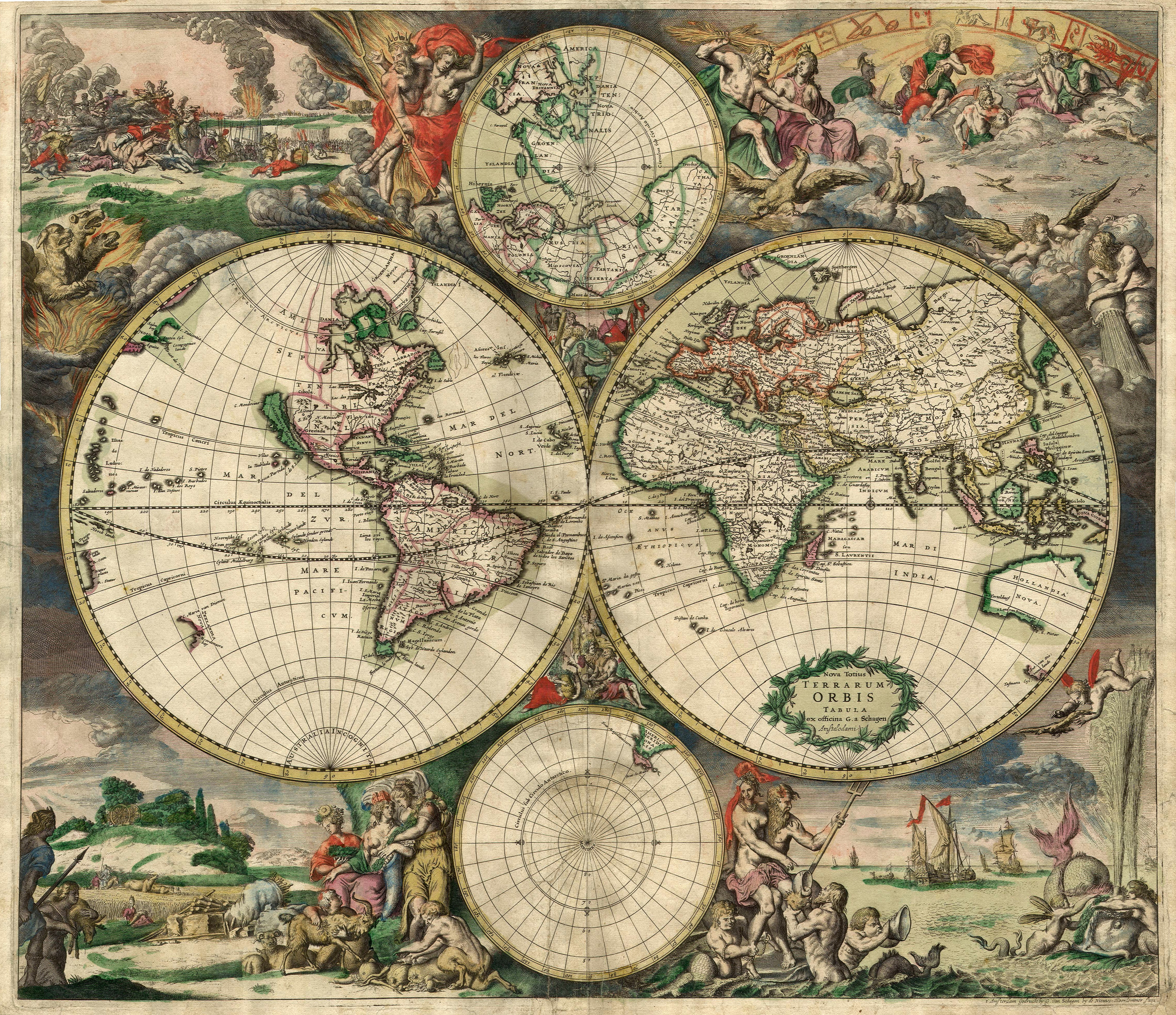
Карта мира Джерарда ван Шагена, Амстердам, 1689 год.

Политическая карта мира — географическая карта, отражающая государства мира, их форму правления и государственного устройства.
Политическая карта отражает главные политическо-географические изменения: образования новых независимых государств, перемену их статуса, слияние и разделение государств, утраты либо приобретение суверенитета, изменение площади государств, замену их столиц, изменение названия государств и столиц, перемену форм государственного правления и так далее.
Изменения на политической карте бывают количественные (присоединение к государству вновь открытых земель, а территориальные приобретения и потери после войн, объединение или распад государств, обмен государствами участков территории и тому подобное) и качественные (приобретение суверенитета, смена формы правления и государственного устройства, образование межгосударственных союзов и тому подобное). В настоящее время количественные изменения снижаются и в основном происходят качественные изменения на политической карте мира.
Раздел социально-экономической географии мира, изучающий указанные процессы также называется «политическая карта мира».

## Основные периоды формирования политической карты мира

### Древний период (до V века н. э.)
На древнем этапе происходило становление, развитие и крушение древних государств (Египет, Карфаген, Греция, Рим); вождизм постепенно закреплялся в монархиях и империях; развивалась военная демократия. Было распространено три типа государств: авторитарные и ремесленные монархии; империи (в которых не было территориальной чёткости единой политической системы) и города-государства (более чёткое территориальное устройство и активное участие населения в политической жизни: Китай, Индия, Афины, Фивы, Спарта и другие).

### Средневековый период (V—XV века)
В средневековый период происходило развитие деспотической монархической власти, её концентрация и централизация; усиление роли церкви в управлении европейскими государствами; появилось стремление государств к дальним территориальным захватам, в связи с чем крупные части суши были поделены между государствами: Византия, Русское государство, Священная Римская империя, Португалия, Испания, Англия; а также началось формирование внутренних рынков.

### Новый период (рубеж XV—XVII веков — 1914 год)
Это эпоха зарождения, подъёма и утверждения промышленного производства, развития международных экономических отношений. Благодаря Великим географическим открытиям, продолжается колонизация и раздел мира; на Востоке формируются империи с моральными ценностями, на Западе — империи с финансовыми. Положение государств в нынешней мировой системе формировалось на протяжении почти пяти веков, начиная с первого передела мира в 1494 году (Тордесильясский договор и его «продолжение» — Сарагосский договор 1529 года) между Испанией и Португалией.
К XX веку произошёл практически полный раздел мира.

### Новейший период (с 1914 года по настоящее время)
В новейшем этапе произошёл передел мира. К 1900 году площадь колоний превышала площадь метрополий: у Великобритании — в 100 раз, у Бельгии — в 80 раз, у Нидерландов — в 67 раз, у Франции — в 21 раз, у Германии и Дании — в 5 раз, у Испании и Португалии — в 1,5 раза, у США — в 1,2 раза. К началу XX века в Азии 56 % территории занимали колонии, в Африке — 90 % территории, в Америке — 27 % территории (в XVIII века началась деколонизация и освободительные движения).
После Первой мировой войны были образованы следующие государства: Чехословакия, Австрия, Венгрия, Королевство Сербов, Хорватов и Словенцев. Германия после свержения монархии потеряла часть своих территорий в Европе и колонии в Африке и Океании. В итоге российских революций образовались Финляндия, Литва, Латвия, Эстония, Польша. В 1922 году произошло образование Союза ССР.
Вторая мировая война принесла новые изменения политической карты Европы. Германия была разделена, появились ФРГ, ГДР и Западный Берлин, образовалась СФРЮ, произошёл ряд территориальных изменений, были провозглашены республики в Албании, Венгрии, Италии, Болгарии, Румынии. К этому же периоду относится формирование блока социалистических государств, а также начало распада колониальной системы.
После Второй мировой войны распад колониальной системы продолжался. В 1944 году получила независимость Исландия, в 1945 году статус независимых государств получили Индонезия и Вьетнам, в 1946 году — Филиппины, Иордания, Сирия и Ливан, в 1947 году — Индия и Пакистан, в 1948 году — Мьянма, Израиль, Шри-Ланка, Бутан, Республика Корея и КНДР, в 1951 году — Ливия, в 1953 году — Камбоджа, в 1954 году — Лаос, в 1956 году — Судан, Марокко и Тунис, в 1957 году — Гана и Малайзия, в 1958 году — Гвинейская Республика. 1960 году вошёл в историю ПКМ как «год Африки»: независимость получили Камерун, Того, Мадагаскар, Мали, Сенегал, Бенин, Нигер, Буркина-Фасо, Кот-д’Ивуар, Чад, Центральноафриканская Республика, Конго, Габон, Сомали, Нигерия, Демократическая Республика Конго, Мавритания, Кипр.
Шло формирование мировой системы социализма (15 государств: Союз ССР, МНР, ПНР, СРР, ГДР, ЧССР, ВНР, НРБ, СФРЮ, НСРА, КНР, КНДР, Вьетнам, Куба, Лаос). Власть фактически разделяется между СССР и США.
В последующие годы распад колониальной системы продолжался: в 1960-е годы получили независимость многие государства Африки и Азии: 1961 год — Сьерра-Леоне, Кувейт и Танганьика, 1962 год — Бурунди, Руанда, Алжир и Уганда, 1963 год — Кения, Занзибар и Пемба (в 1964 г. объединился с Танганьикой в Объединённую Республику Танзания), 1964 год — Малави, Замбия, Мальта, 1965 год — Мальдивы, Сингапур и Гамбия, 1966 год — Ботсвана и Лесото, 1967 год — НДРЙ, 1968 год — Маврикий, Свазиленд и Экваториальная Гвинея, а также Америки (Тринидад и Тобаго (1962), Ямайка (1962), Барбадос (1966), Гайана (1966)) и Океании (Самоа (1962) и Науру (1968)), в 1970-е распалась Португальская империя (Гвинея-Бисау (1974), Кабо-Верде, Сан-Томе и Принсипи, Мозамбик, Ангола и Тимор-Лешти (вскоре оккупирован Индонезией) (1975)) и получили независимость большинство стран Азии, Америки и Океании: 1970 год — Тонга и Фиджи, 1971 год — Оман, Катар, Бахрейн, ОАЭ и Бангладеш, 1973 год — Багамские Острова, 1974 год — Гренада, 1975 год — Коморские Острова, Папуа — Новая Гвинея и Суринам, 1976 год — Сейшельские Острова и Западная Сахара (оккупирована Марокко), 1977 год — Джибути, 1978 год — Соломоновы Острова, Тувалу и Доминика, 1979 год — Кирибати, Сент-Люсия и Сент-Винсент и Гренадины, в 1980-х годах процесс деколонизации продолжался: 1980 год — Зимбабве и Вануату, 1981 год — Белиз и Антигуа и Барбуда, 1983 год — Сент-Китс и Невис, 1984 год — Бруней, 1986 год — Маршалловы Острова и Федеративные Штаты Микронезии. В конце XX века произошёл распад социалистического лагеря, и Советский Союз, Чехословакия и СФРЮ распались на новые государства: Россия, Украина, Беларусь, Молдова, Казахстан, Узбекистан, Туркменистан, Кыргызстан, Таджикистан, Азербайджан, Грузия, Армения, Литва, Латвия, Эстония; Чехия и Словакия; Словения, Хорватия, Босния и Герцеговина, Македония, Сербия и Черногория соответственно. В связи с этим, произошло расширение таких организаций, как Европейский союз и НАТО. Также, получили независимость Намибия (1990), Эритрея (1993) и Палау (1994); в 1990 году произошло объединение Германии (ФРГ и ГДР) и Йемена (ЙАР и НДРЙ).
В XXI веке окончательно распалась Югославия (2006 год; разделилась на Сербию и Черногорию), а также обрели независимость Восточный Тимор (2002) и Южный Судан (2011).